# تريفينيو
تريفينيو (بالإيطالية: Trivigno)‏ هي بلدية في مقاطعة بوتنسا في إقليم بازيليكاتا الإيطالي.

## السكان
في سنة 1861 بلغ عدد السكان 2٬754 نسمة، وتطور العدد ليصل في سنة 2011 لـ 714 نسمة.
يظهر هذا المخطط البياني تطور النمو السكاني لـ تريفينيو

## أعلام
- روبرت فينولا